# Андреевский, Михаил Александрович
Михаил Александрович Андреевский (1875—?) — русский военный  деятель, генерал-майор  (1917). Герой Первой мировой войны.

## Биография
В 1893 году после окончания Оренбургского Неплюевского кадетского корпуса вступил в службу. В 1894 году после окончания Павловского военного училища по 1-му разряду произведён в подпоручики и выпущен в Восточно-Сибирский стрелковый батальон. В 1898 году произведён в поручики, в 1901 году в штабс-капитаны.  С 1901 года участник Китайского похода, за боевое отличие в этой компании был награждён орденом Святой Анны 3 степени с мечами и бантом.
С 1904 года участник Русско-японской войны, обер-офицер Порт-артурской крепости. Участник Обороны Порт-Артура, за боевые отличия был награждён орденами Святого Владимира 4-й степени, Святой Анны 4-й и 2-й степенями с мечами.

С 1905 года капитан, с 1914 года подполковник Сибирского 5-го стрелкового полка. С 1914 года участник Первой мировой войны, был ранен. С 1915 года полковник Сибирского 5-го стрелкового полка. 5 мая 1915 года за храбрость награждён Георгиевским оружием: 
За то, что 12-го октября 1914 года, получив приказание атаковать редут на высоте южнее г. Равы, занятой батальоном противника, атаковал его, выбил из редута, исправил в редут окопы, отбил контр атаку и удержался в редуте два дня до подхода всего полка
В 1917 году произведён в  генерал-майоры с увольнением в отставку по болезни. После Октябрьской революции 1917 года служил сначала в РККА, затем в Белой армии.

## Награды
- Орден Святой Анны 3-й степени с мечами и бантом (1901)
- Орден Святой Анны 4-й степени (1905)
- Орден Святого Станислава 2-й степени с мечами (1905)
- Орден Святой Анны 2-й степени с мечами (1905)
- Орден Святого Владимира 4-й степени с мечами и бантом (1905)
- Георгиевское оружие (ВП 5.05.1915)
- Высочайшие благоволения (ВП (ВП 19.04.1916)